# FS Jelgava
Der FS Jelgava ist ein 2021 gegründeter lettischer Fußballverein aus der Stadt Jelgava.

## Geschichte
Der Vereinsname wurde 2021 registriert als Albatroz/FS Jelgava. Die FS Jelgava spielt seit 2023 in der höchsten Spielklasse, der Virslīga.

## Kader 2025
Stand: 6. März 2025
| Nr. |            | Position | Name                 |
| --- | ---------- | -------- | -------------------- |
| 4   | Lettland   | AB       | Roberts Veips        |
| 5   | Lettland   | AB       | Kristers Aļekseičiks |
| 7   | Lettland   | AB       | Daniils Kašica       |
| 8   | Lettland   | ST       | Mārcis Peilāns       |
| 10  | Lettland   | MF       | Adriāns Muižnieks    |
| 13  | Lettland   | TW       | Mārtiņš Veļika       |
| 14  | Lettland   | MF       | Ādams Dreimanis      |
| 15  | Tschechien | AB       | Andriy Yuzvak        |
| 15  | Lettland   | AB       | Kristers Pantelejevs |
| 16  | Lettland   | TW       | Toms Leitis          |
| 17  | Lettland   | AB       | Andris Liepnieks     |
| 20  | Lettland   | ST       | Markuss Kruglaužs    |
| 21  | Lettland   | MF       | Kristers Penkevics   |
| 21  | Lettland   | AB       | Valters Laiviņš      |

| Nr. |            | Position | Name              |
| --- | ---------- | -------- | ----------------- |
| 22  | Lettland   | AB       | Valters Purs      |
| 23  | Tschechien | MF       | David Holoubek    |
| 29  | Lettland   | AB       | Armands Pētersons |
| 30  | Lettland   | AB       | Mārcis Šusts      |
| 31  | Lettland   | MF       | Markuss Ivanovs   |
| 70  | Lettland   | ST       | Artūrs Janovskis  |
| 99  | Lettland   | ST       | Rihards Bečers    |
|     | Tschechien | MF       | Ondřej Ullmann    |
|     | Tschechien | TW       | Adam Dvořák       |
|     | Lettland   | ST       | Ēriks Boroduška   |
|     | Lettland   | ST       | Nils Voitišķis    |
|     | Nigeria    | MF       | Stanley Godian    |
|     | Nigeria    | MF       | Kingsley Emenike  |

## Platzierungen (seit 2021)
| Saisons | Div. | Līga     | Platz | web   |
| ------- | ---- | -------- | ----- | ----- |
| 2021    | 1.   | 1. līga  | 5.    | [ 2 ] |
| 2022    | 1.   | 1. līga  | 1.    | [ 3 ] |
|         |      |          |       |       |
| 2023    | 1.   | Virslīga | 6.    | [ 4 ] |
| 2024    | 1.   | Virslīga | 10.   | [ 5 ] |
| 2025    | 1.   | Virslīga | .     | [ 6 ] |